# Équipe de Turquie de football au Championnat d'Europe 1996
L'équipe de Turquie de football participe à sa première phase finale de championnat d'Europe lors de l'édition 1996 qui se tient en Angleterre du 8 juin 1996 au 30 juin 1996. Les Turcs sont éliminés au premier tour en terminant derniers du groupe D.

## Phase qualificative
La phase qualificative est composée de huit groupes. Les huit vainqueurs de poule, les six meilleurs deuxièmes et le vainqueur du barrage entre les deux moins bons deuxièmes se qualifient pour l'Euro 1996 et ils accompagnent l'Angleterre, qualifiée d'office en tant que pays organisateur. La Turquie termine 2e du groupe 3 et elle fait partie des six meilleurs deuxièmes.
| Rang | Équipe  | Pts | J | G | N | P | Bp | Bc | Diff |  | Résultats (▼ dom., ► ext.) |     |     |     |     |     |
| ---- | ------- | --- | - | - | - | - | -- | -- | ---- |  | -------------------------- | --- | --- | --- | --- | --- |
| 1    | Suisse  | 17  | 8 | 5 | 2 | 1 | 15 | 7  | +8   |  | Suisse                     |     | 1-2 | 4-2 | 3-0 | 1-0 |
| 2    | Turquie | 15  | 8 | 4 | 3 | 1 | 16 | 8  | +8   |  | Turquie                    | 1-2 |     | 2-1 | 2-0 | 5-0 |
| 3    | Suède   | 9   | 8 | 2 | 3 | 3 | 9  | 10 | -1   |  | Suède                      | 0-0 | 2-2 |     | 2-0 | 1-1 |
| 4    | Hongrie | 8   | 8 | 2 | 2 | 4 | 7  | 13 | -6   |  | Hongrie                    | 2-2 | 2-2 | 1-0 |     | 1-0 |
| 5    | Islande | 5   | 8 | 1 | 2 | 5 | 3  | 12 | -9   |  | Islande                    | 0-2 | 0-0 | 0-1 | 2-1 |     |

## Phase finale

### Premier tour
| Groupe D |          |     |   |   |   |   |    |    |      |
|          | Équipe   | Pts | J | G | N | P | BP | BC | Diff |
| 1        | Portugal | 7   | 3 | 2 | 1 | 0 | 5  | 1  | +4   |
| 2        | Croatie  | 6   | 3 | 2 | 0 | 1 | 4  | 3  | +1   |
| 3        | Danemark | 4   | 3 | 1 | 1 | 1 | 4  | 4  | 0    |
| 4        | Turquie  | 0   | 3 | 0 | 0 | 3 | 0  | 5  | -5   |

| 9 juin  | Danemark | 1 | 1 | Portugal |
| 11 juin | Turquie  | 0 | 1 | Croatie  |
| 14 juin | Portugal | 1 | 0 | Turquie  |
| 16 juin | Danemark | 0 | 3 | Croatie  |
| 19 juin | Croatie  | 0 | 3 | Portugal |
| 19 juin | Danemark | 3 | 0 | Turquie  |

| 11 juin 1996                      | Turquie   | 0 - 1 | Croatie     | City Ground, Nottingham                             |                                                     |
| 19:30 · Historique des rencontres |           |       | Vlaović 86e | Spectateurs : 22 406 Arbitrage : Serge Muhmenthaler | Spectateurs : 22 406 Arbitrage : Serge Muhmenthaler |
| 19:30 · Historique des rencontres | (Rapport) |       |             | Spectateurs : 22 406 Arbitrage : Serge Muhmenthaler | Spectateurs : 22 406 Arbitrage : Serge Muhmenthaler |

| 14 juin 1996                      | Portugal  | 1 - 0 | Turquie | City Ground, Nottingham                      |                                              |
| 16:30 · Historique des rencontres | Couto 66e |       |         | Spectateurs : 22 670 Arbitrage : Sándor Puhl | Spectateurs : 22 670 Arbitrage : Sándor Puhl |
| 16:30 · Historique des rencontres | (Rapport) |       |         | Spectateurs : 22 670 Arbitrage : Sándor Puhl | Spectateurs : 22 670 Arbitrage : Sándor Puhl |

| 19 juin 1996                      | Turquie   | 0 - 3 | Danemark                          | Hillsborough Stadium, Sheffield                   |                                                   |
| 16:30 · Historique des rencontres |           |       | B. Laudrup 50e, 84e · Nielsen 69e | Spectateurs : 28 951 Arbitrage : Nikolai Levnikov | Spectateurs : 28 951 Arbitrage : Nikolai Levnikov |
| 16:30 · Historique des rencontres | (Rapport) |       |                                   | Spectateurs : 28 951 Arbitrage : Nikolai Levnikov | Spectateurs : 28 951 Arbitrage : Nikolai Levnikov |

## Effectif
Sélectionneur : Fatih Terim
| No. | Pos.      | Joueur            | Date de naissance et âge | Sélec. | Club                 |
| --- | --------- | ----------------- | ------------------------ | ------ | -------------------- |
| 1   | Gardien   | Adnan Erkan       | 15 janvier 1968          |        | MKE Ankaragücü       |
| 2   | Défenseur | Recep Çetin       | 1er octobre 1965         |        | Beşiktaş             |
| 3   | Défenseur | Alpay Özalan      | 29 mai 1973              |        | Beşiktaş             |
| 4   | Milieu    | Vedat Inceefe     | 1er avril 1974           |        | Kardemir Karabükspor |
| 5   | Milieu    | Tugay Kerimoğlu   | 24 août 1970             |        | Galatasaray          |
| 6   | Attaquant | Ertuğrul Sağlam   | 19 novembre 1969         |        | Beşiktaş             |
| 7   | Attaquant | Hami Mandıralı    | 20 juillet 1968          |        | Trabzonspor          |
| 8   | Défenseur | Ogün Temizkanoğlu | 6 octobre 1969           |        | Trabzonspor          |
| 9   | Attaquant | Hakan Şükür       | 1er septembre 1971       |        | Galatasaray          |
| 10  | Milieu    | Oğuz Çetin        | 15 février 1963          |        | Fenerbahçe           |
| 11  | Attaquant | Orhan Çıkırıkçı   | 15 avril 1967            |        | Trabzonspor          |
| 12  | Attaquant | Faruk Yiğit       | 15 avril 1968            |        | Kocaelispor          |
| 13  | Défenseur | Rahim Zafer       | 25 janvier 1971          |        | Gençlerbirliği       |
| 14  | Attaquant | Saffet Sancaklı   | 27 février 1966          |        | Kocaelispor          |
| 15  | Milieu    | Tayfun Korkut     | 2 avril 1974             |        | Fenerbahçe           |
| 16  | Milieu    | Sergen Yalçın     | 5 octobre 1972           |        | Beşiktaş             |
| 17  | Milieu    | Abdullah Ercan    | 8 décembre 1971          |        | Trabzonspor          |
| 18  | Attaquant | Arif Erdem        | 2 janvier 1972           |        | Galatasaray          |
| 19  | Milieu    | Tolunay Kafkas    | 31 mars 1968             |        | Trabzonspor          |
| 20  | Défenseur | Bülent Korkmaz    | 24 novembre 1968         |        | Galatasaray          |
| 21  | Gardien   | Şanver Göymen     | 22 janvier 1967          |        | Altay                |
| 22  | Gardien   | Rüştü Reçber      | 10 mai 1973              |        | Fenerbahçe           |

## Navigation